# Alte Synagoge (Épinal)

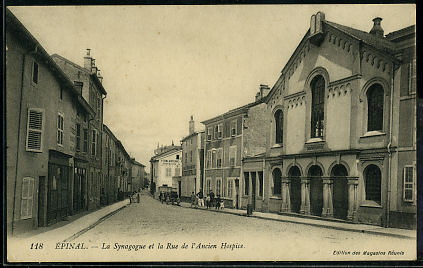
Die alte Synagoge in Épinal (Anfang 20. Jahrhundert)

Die Alte Synagoge in Épinal, einer Stadt im Département Vosges in der französischen Region Grand Est, wurde 1863 erbaut. Die Synagoge befand sich in der damaligen Rue de l’Ancien Hospice.
Die Synagoge wurde 1940 von den deutschen Besatzern im Zweiten Weltkrieg in Brand gesetzt.